# Josef Ganzwohl
Josef Ganzwohl (14. listopadu 1825 Slavkov u Brna – 21. března 1885 Uherské Hradiště) byl rakouský a český právník a politik z Moravy, v 2. polovině 19. století poslanec Říšské rady a Moravského zemského sněmu.

## Biografie
Profesí byl notářem. Od roku 1859 žil v Uherském Hradišti. V letech 1864–1867 zasedal v městské radě. Podílel se na založení Čtenářského spolku.
V zemských volbách v lednu 1867 byl zvolen na Moravský zemský sněm za kurii venkovských obcí, obvod Uherské Hradiště, Uherský Ostroh, Strážnice. Mandát obhájil v zemských volbách v březnu 1867, zemských volbách 1870, obou zemských volbách roku 1871. Roku 1872 byl zbaven mandátu, ale znovuzvolen 22. listopadu 1873.
Byl i poslancem Říšské rady (celostátního parlamentu), kam usedl v prvních přímých volbách roku 1873 za kurii venkovských obcí, obvod Uh. Hradiště, Holešov atd. Slib složil 21. ledna 1874. V roce 1873 se uvádí jako notář, bytem Uherské Hradiště.
Poslanecký slib skládal v únoru 1867 v češtině. Patřil k Moravské národní straně (staročeské), na sklonku života se ale z politického života stáhl.
Zemřel v březnu 1885 po dlouhé nemoci ve věku 59 let. Pochován byl na hřbitově v Mařaticích.